# Cámara Oficial de Comercio, Industria y Navegación de Barcelona
La Cámara Oficial de Comercio, Industria y Navegación de Barcelona, más conocida como Cámara de Comercio de Barcelona, es una corporación de derecho público fundada en 1886 con sede en Barcelona (España), y regulada por la ley 3/93 y por la ley 14/2002 de Cataluña que tiene como función principal defender los intereses generales de las empresas y proporcionar las actuaciones necesarias para el fomento del comercio y la industria. Sus antecedentes históricos, sin embargo, se remontan al Consulado del Mar o la Real Junta Particular de Comercio, que se remontan directamente a la Edad Media. Tiene su sede en el Palacio de la Lonja de Barcelona. En 1985 recibió la Cruz de San Jorge de la Generalidad de Cataluña.

## Miembros
Forman parte de la Cámara todas las empresas, nacionales o extranjeras, que ejercen actividades comerciales, industriales o navieras en la demarcación de la Cámara. La demarcación de la Cámara incluye la provincia de Barcelona excepto las comarcas del Bages y del Vallés Occidental. Según el censo de noviembre de 2006, 335.422 empresas integraban el censo de la Cámara de Comercio de Barcelona.
Junto con el resto de cámaras catalanas, forma parte del Consejo General de Cámaras de Cataluña, de la que ostenta la presidencia.

## Órganos de gobierno
El Pleno es el órgano supremo de gobierno y representación de la Cámara. El Comité Ejecutivo es el órgano permanente de gestión, administración y propuesta de la Cámara. El presidente es el órgano que ostenta la representación de la Cámara, ostenta la presidencia de todos los órganos colegiados y es responsable de la ejecución de sus acuerdos. Su presidente actual es Josep Santacreu des de 2023.
A pesar de tener la sede corporativa en el Palacio de la Lonja de Barcelona, las oficinas y servicios de la Cámara se encuentran en la avenida Diagonal, 452-454, de Barcelona.